# Byblisia albaproxima
Byblisia albaproxima är en fjärilsart som beskrevs av Bethune-Baker 1911. Byblisia albaproxima ingår i släktet Byblisia och familjen Thyrididae. Inga underarter finns listade i Catalogue of Life.